# Sebastian Wippel

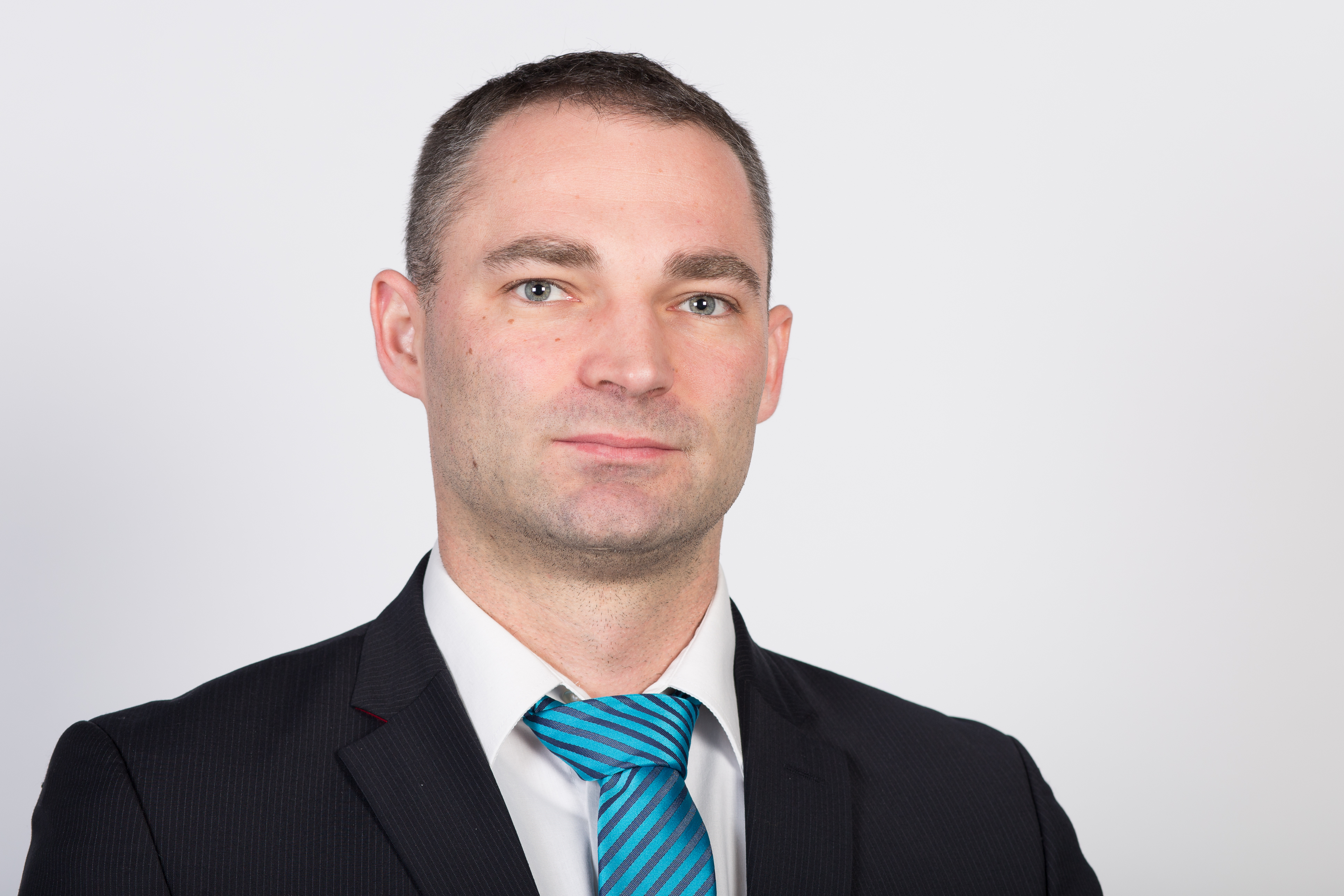
Sebastian Wippel, 2016

Sebastian Edgar Wippel (* 28. November 1982 in Görlitz) ist ein deutscher Polizeikommissar und Politiker (AfD). Er ist seit 2014 Abgeordneter des Sächsischen Landtags.

## Leben
Wippel diente von 2001 bis 2003 in der Bundeswehr und ist Leutnant der Reserve. Von 2003 bis 2004 studierte er Betriebswirtschaftslehre an der TU Chemnitz und von 2004 bis 2007 nach eigenen Angaben Verwaltungswissenschaften an der Polizeiakademie Niedersachsen in Hannoversch Münden. Er schloss das Studium als Diplom-Verwaltungswirt (FH) und mit der Laufbahnprüfung für den gehobenen Polizeivollzugsdienst ab.
Von 2007 bis 2012 war er Polizeikommissar in Niedersachsen. 2012 wechselte er als Polizeikommissar und stellvertretender Dienstgruppenführer nach Görlitz. Dort war Wippel Mitglied der Arbeitsgruppe Innere Sicherheit, die unter anderem die „Überwachung des Telekommunikationsverkehrs zur Gefahrenabwehr“, ein „beschleunigtes Asylverfahren mit einspruchslosem Ergebnis“ und die „Einführung des Kriteriums ‚deutschenfeindliche Straftat‘“ sowie die Erfassung des Migrationshintergrundes nach Herkunftsland in der Polizeilichen Kriminalstatistik diskutierte.
Sebastian Wippel ist verheiratet, hat drei Kinder und lebt in Görlitz.

## Politik
Wippel war von 2010 bis 2013 Mitglied der FDP. In die AfD trat er 2013 ein.
Bei der Landtagswahl 2014 in Sachsen zog Wippel über Platz acht der Landesliste der AfD in den Sächsischen Landtag ein. Auch bei den Landtagswahlen 2019 und 2024 gelang Wippel über die Landesliste der AfD der Einzug in den Sächsischen Landtag. Sein Wahlkreiskonkurrent war bei beiden Wahlen der sächsische Ministerpräsident Michael Kretschmer, der den Wahlkreis Görlitz 2 sowohl 2019 als auch 2024 direkt gewann.
Zum Antritt seines Landtagsmandats versprach Wippel 2014, gegen „Überregulierung und Minderheitenwahn“ vorzugehen. Seine Anfragen beschäftigen sich vor allem mit Sicherheitspolitik und der sächsischen Polizei. 

Auf eine Anfrage von Wippel zur Drogenkriminalität im Landkreis Görlitz antwortete die Staatsregierung mit Zahlen, nach denen diese weitgehend gleich geblieben, jedoch in Weißwasser stark angestiegen sei. Während Wippel forderte, dies aufzuklären und „im Kampf gegen Crystal, Cannabis und anderes Teufelszeug niemals nach[zu]lassen“, führte die örtliche Behörde den Anstieg auf verstärkte Kontrollen zurück. Als zu Beginn 2018 erneut die Überstunden im sächsischen Justizvollzug Gegenstand der politischen Debatte wurden, wurden diese auch von Wippel scharf kritisiert. Er betonte, man sei „nicht an der Schmerzgrenze, wir sind über der Schmerzgrenze“. Die Staatsregierung entgegnete, dass 2017 nur fünf Überstunden pro Person angefallen seien, was weit unterhalb des üblichen Durchschnitts liege, wie auch Recherchen des MDR bestätigten. Zur Diskussion eines Grünen-Antrages zur Reform des Versammlungsgesetzes begrüßte Wippel den Vorschlag, Verbote von Demonstrationen an bestimmten Tagen und Orten aufgrund historischer Ereignisse abzuschaffen. Die Herabstufung von Vermummung und Blockade zu Ordnungswidrigkeiten lehnte er aber für seine Fraktion ab, da dies die Einschreitschwelle für die Polizei erhöhe und das Verhindern von Versammlungen erleichtere.
Bei den Kommunalwahlen in Sachsen 2014 wurde er zum Kreisrat im Landkreis Görlitz gewählt. Als Kandidat für die Landratswahl im Landkreis Görlitz erreichte er 2022 mit einem Ergebnis von 35,5 % den zweiten Platz und kandidierte erneut in einer Stichwahl am 3. Juli 2022, bei der er erneut unterlag.
Bei der Oberbürgermeisterwahl in Görlitz 2019 erreichte Wippel in der ersten Runde mit 36,4 % den höchsten Stimmenanteil unter den vier Bewerbern und zog in die Stichwahl gegen das CDU-Mitglied Octavian Ursu ein, der 30,3 % erreichte. In der Stichwahl unterlag er mit 44,8 % gegenüber Ursu mit 55,2 %. Die Wahl gilt als historischer Hintergrund für Lukas Rietzschels im Januar 2024 im Gerhart-Hauptmann-Theater Görlitz-Zittau uraufgeführtes Theaterstück Das beispielhafte Leben des Samuel W. Weniger Stimmen als Octavian Ursu hatte Sebastian Wippel bereits bei der Landtagswahl 2014 erhalten, in der Ursu als Direktkandidat zum Landtagsabgeordneten im Wahlkreis Görlitz 2 gewählt worden war.
Wippel unterlag Michael Kretschmer sowohl 2019 als auch 2024 Im Wahlkreis Görlitz 2 und war für den Einzug in den Sächsischen Landtag auf einen sicheren Platz auf der AfD-Landesliste angewiesen.
Wippel ist Beisitzer im zehnköpfigen Vorstand der Desiderius-Erasmus-Stiftung der AfD.

## Kritik und Kontroversen
Nach eigenen Angaben studierte Wippel in Hann. Münden von 2004 bis 2007 Verwaltungswissenschaften. Die Sächsische Zeitung berichtete demgegenüber, er habe nie Verwaltungswissenschaften studiert. Wippel veröffentlichte daraufhin sein Diplom mit dem Diplomgrad Verwaltungswirt (Fachhochschule). Nach Auskunft der zuständigen Polizeiakademie absolvierte Wippel 20 Schulstunden Allgemeines Verwaltungsrecht und nahm an 280 Schulstunden zum besonderen Verwaltungsrecht über fachspezifische Rechtsregeln der Polizei teil. Wippel hat demnach eine Polizeiausbildung in Hannoversch Münden absolviert, nach Angaben der Sächsischen Zeitung war das Fach Verwaltungswissenschaften dabei aber kein Bestandteil.
Im August 2016 sorgte er im Landtag für einen Eklat, als er bedauerte, dass die „Verantwortlichen für diese Flüchtlingspolitik“ nicht von einem Terroranschlag getroffen worden seien. Auch die Deutsche Polizeigewerkschaft, deren Mitglied Wippel ist, distanzierte sich von ihm und kritisierte die Äußerung. Nach den Reaktionen bedauerte er den „Ausrutscher“, der in einer freien Rede passieren könne; er wünsche niemandem den Tod, alles andere sei eine „böswillige Interpretation“.
Im Jahr 2018 erschien er beim Zuckerfest Görlitzer Muslime und verteilte dort Zettel, die sie zur Ausreise aufriefen.
Im Januar 2020 scheiterte Wippel vor dem Landgericht Görlitz in zweiter Instanz mit einer Unterlassungsklage gegen den Landtagsabgeordneten Mirko Schultze (Die Linke), der ihn im August 2019 als Faschisten bezeichnet hatte. Diese Zuschreibung sei vom Grundrecht auf Meinungsfreiheit gedeckt gewesen.
Im Mai 2023 stellte Wippel eine kleine Anfrage an die sächsische Staatsregierung, ob dieser Erkenntnisse zu Chemtrails vorlägen. Es handelt sich dabei um eine seit den 1990ern verbreitete Verschwörungstheorie, dass zum Zweck der Bevölkerungsreduktion oder auch Geoengineering Chemikalien in die Atmosphäre eingebracht würden.